# Fruition
Fruition (deutsch „Verwirklichung“, auch „Erfüllung“) ist ein Jazzalbum von Ivo Perelman und Matthew Shipp. Die am 25. Juni 2021 in den Park West Studios in Brooklyn entstandenen Aufnahmen erschienen am 28. Oktober 2022 auf ESP-Disk.

## Hintergrund
Zum Zeitpunkt der Aufnahmen hatten Perelman und Shipp über ein Vierteljahrhundert zusammen gearbeitet; Fruition ist ihre 18. Veröffentlichung als Duo; daneben existieren an die 45 weitere Ensemble-Sessions, die der Tenorsaxophonist und der Pianist gemeinsam aufgenommen haben.

## Titelliste
- Ivo Perelman & Matthew Shipp: Fruition (ESP-Disk ESP5070)[1]

1. Nine	4:40
2. Thirteen	5:05
3. One	5:16
4. Seven	4:20
5. Fourteen	4:32
6. Two	5:05
7. Six	7:30
8. Three	7:22
9. Four	6:34
10. Ten	4:00
11. Eleven	4:49

Die Kompositionen stammen von Ivo Perelman und Matthew Shipp.

## Rezeption
Nach Ansicht von Mark Corroto, der das Album in All About Jazz rezensierte, würden die nahezu ausschließlich frei improvisierten Bemühungen des Duos eine von den beiden Musikern selbst geschaffene musikalische Sprache darstellen. Wie bei dem Duo Steve Lacy/Mal Waldron sei ihr gemeinsamer Sound sofort erkennbar. Im Unterschied dazu, wo Lacy und Waldron oft mit der vertrauten Musik Thelonious Monks begannen, würden Perelman und Shipp eine einzigartige Lingua franca schaffen. Beide Musiker verfügten über fundierte Kenntnisse in klassischer, populärer Musik und Jazz. Ihr Studium dieser Genres sei so weit fortgeschritten, dass sie konventionelle Formen verinnerlicht und anschließend verworfen und so ein neues Idiom geschaffen hätten. Während Perelman einen Anschlag im oberen Register bevorzuge, liefere Shipp Blockakkorde und einen tänzerischen Ansatz auf der Tastatur.
Traditionelle Jazzhörer mögen vor dem Klang zurückschrecken, so Corroto, aber ausgerechnet Kinder (und vielleicht auch abenteuerlustige Zuhörer) würden möglicherweise über die erforderliche Aufgeschlossenheit verfügen – und damit die Fähigkeit, diese Klänge anzunehmen. Auf elf Stücken flößen und schwebten ineinander verwobene Klängen, die wie ein vertrauter Dialog wirkten, in dem Shipp oder Perelman ihre Gedanken gegenseitig zu Ende bringen können.